# Strupbreen
Strupbreen es un glaciar localizado en el municipio de Lyngen en Troms, Noruega. El glaciar forma parte de los alpes de Lyngen, a 12 km de Lyngseidet. Históricamente el glaciar se unía con el Lyngenfjorden. En la actualidad, el glaciar está a 2 km de la costa, con un curso de agua que fluye del glaciar al fiordo.